# Giuseppe Bellusci
Giuseppe Bellusci (ur. 21 sierpnia 1989 w Trebisacce) – włoski piłkarz występujący na pozycji środkowego obrońcy.

## Kariera klubowa
Giuseppe Bellusci jest wychowankiem Ascoli Calcio. Zawodową karierę rozpoczął w 2006, kiedy to został włączony do kadry seniorów. W Serie A zadebiutował 13 maja 2007 w zwycięskim 3:2 meczu z US Palermo. Do końca końca sezonu Włoch wystąpił jeszcze w 2 ligowych pojedynkach, a Ascoli zajmując w tabeli 19. pozycję spadło do drugiej ligi. W sezonie 2007/2008 Bellusci wciąż pełnił rolę rezerwowego, a miejsce w podstawowym składzie swojego klubu wywalczył sobie w kolejnych rozgrywkach.
25 czerwca 2009 włoski obrońca przeniósł się do pierwszoligowej Catanii Calcio. Z nowym klubem podpisał 5-letnią umowę. W barwach sycylijskiego zespołu Bellusci zadebiutował 13 września w przegranym 2:4 spotkaniu z Udinese Calcio. Od początku sezonu 2009/2010 wychowanek Ascoli pełnił rolę rezerwowego, bowiem podstawowymi środkowymi obrońcami Catanii byli Argentyńczycy Nicolás Spolli i Matías Silvestre. W kolejnych rozgrywkach również nie był podstawowym zawodnikiem Catanii – rozegrał dziewięć ligowych spotkań. W sierpniu 2011 Matías Silvestre podpisał kontrakt z US Palermo i Bellusci sezon 2011/2012 rozpoczął jako podstawowy obrońca zespołu prowadzonego przez Vincenzo Montellę. Zawodnikiem Catanii był do roku 2014.
Następnie występował w Leeds United oraz Empoli FC, a w 2017 przeszedł do US Palermo.

## Kariera reprezentacyjna
25 marca 2009 podczas zremisowanego 2:2 meczu z Austrią Bellusci zadebiutował w reprezentacji Włoch do lat 21.